# Anke van der Vlies
Anke Tjaden- van der Vlies pseudoniem: Enka (Sliedrecht 15 januari 1873 - Alkmaar 5 juli 1939) was een Nederlands schrijfster, socialiste en orthodox-hervormd christen.

## Biografie
Afkomstig uit een middenklasse-milieu groeide ze op in Dordrecht en Schiedam. Zij volgde een opleiding tot onderwijzeres en was nadien werkzaam in het bijzonder onderwijs. Daarnaast was ze van 1897 tot 1910 als medewerker aan het protestants-christelijke literaire blad Ons Tijdschrift actief en nam in dit blad geregeld onconventionele standpunten. Zo betuigde zij sympathie voor de vrouwenemancipatie en het opkomend socialisme. Reeds op jonge leeftijd geconfronteerd met de miserabele omstandigheden van het Schiedamse branderijproletariaat ging zij geleidelijk aan over tot het socialisme, zonder evenwel enige concessies te doen aan haar protestantse geloofsovertuiging. Met anderen hield zij geheelonthoudersbijeenkomsten met evangelische inslag, omdat zij in drankmisbruik een van de oorzaken zag van de ellende van de arbeiders. Tijdens deze bijeenkomsten voerde zij regelmatig het woord en bleek zij te beschikken over een natuurlijke welsprekendheid. Als pseudoniem gebruikte zij de naam Enka.
Naast haar vele werkzaamheden deed zij enkele romans en verhalenbundels verschijnen, meestal met een sterk sociaal karakter. In 1905 verscheen van haar hand de roman Het Komt, waarin een rechtzinnige dominee uit christelijke overtuiging socialist werd. In 1907 deed zij de brochure Kan een rechtzinnig christen socialist zijn? met als onderschrift bevestigend beantwoord verschijnen. Hierin bepleitte zij zelfs dat een christen in het huidig tijdsbestek socialist moest zijn (p. 46). Volgens haar betekende het socialisme niets meer en niets minder dan "[te] streven naar een betere, harmonischer maatschappelijke toestanden die de socialisten niet bereikbaar achten dan wanneer het privaat grondbezit en de concurrentie-voortbrenging vervangen worden door gemeenschappelijk grondbezit, gemeenschappelijke productie, gemeenschappelijke verdeeling" (p. 13). Hoewel er in Nederland al tal van christen-socialisten en socialistische christenen bekend waren, waren deze voornamelijk afkomstig uit vrijzinnig-protestantse of ethisch-orthodoxe kringen. Onder rechtzinnige protestanten was Enka een van de eerste. In hetzelfde jaar stichtte zij met medestanders de Bond van Christen-Socialisten (BCS) op. De BCS liet aanvankelijk alleen rechtzinnige protestanten toe als leden, maar later versoepelde, geheel tegen de zin van Enka in, het toelatingsbeleid. In 1911 werd zij vanwege haar socialistische overtuiging als onderwijzeres ontslagen. In 1912 brak ze met de Bond en trad toe tot de SDAP. Troelstra steun haar aanvankelijk, omdat hij meende dat zij christelijke arbeiders ertoe zou bewegen zich aan te sluiten bij de SDAP. Velen binnen die partij wantrouwden haar echter vanwege haar geloofsovertuiging. In 1917 trouwde zij met geestverwant C.J. Tjaden.
In 1917 kwam Enka tot de conclusie dat er binnen de SDAP geen ruimte was voor rechtzinnige christenen en keerde zij de partij de rug toe. Voortaan was zij actief binnen het Religieus-Socialistisch Verbond. Binnen deze beweging werd zij een van de leidende figuren en was redactielid van maandblad De Nieuwe Samenleving. De RSV was een beweging van intellectuelen en bereikte, tot verdriet van Enka, nooit de status van volksbeweging. In de woelige novemberdagen van 1918 koos zij de zijde van de revolutie, die echter volslagen mislukte. Daarna was zij korte tijd actief binnen de progressieve Christelijke Volkspartij (CVP), een fusie van twee kleinere linkse afsplitsingen van de ARP. Voor deze partij schreef zij onder andere de Beginselverklaring. In 1922 werd zij echter als partijlid geroyeerd omdat zij de uitspraak over de noodzaak van een dictatuur van het proletariaat niet wilde herroepen. Hoewel zij actief bleef binnen de RSV en regelmatig artikelen schreef voor het maandblad van het Verbond, was haar politieke rol grotendeels uitgespeeld. Met regelmaat voer zij nog uit tegen de SDAP, die in haar ogen totaal verburgerlijkt was.
Enka overleed op 5 juli 1939 in Alkmaar.

## De relatie christendom en socialisme
Het socialisme van Enka was vooral praktisch van aard. Het doel was de kloof tussen arm en rijk te verkleinen en de arbeider te emanciperen. Opvallend is haar verzet tegen andere christen-socialisten die er een optimistisch mensbeeld op na hielden en meenden door middel van het socialisme het Koninkrijk Gods op aarde te kunnen vestigen dan wel te bespoedigen. Zij moest hier niets van weten, omdat zulke christenen in haar ogen te weinig rekening hielden met de zonde. Binnen een socialistische samenleving zal nog tal van onrecht voorkomen, zij het echter van iets beperkter aard dan binnen de kapitalistische samenleving. Omdat de mens geneigd is tot alle kwaad, is het de taak van overheid om een maatschappijvorm te kiezen die het kwaad zoveel mogelijk zal moeten intomen. Voor haar was dat de socialistische maatschappijvorm. De relatie tussen christendom en socialisme was dus een gespannen verhouding. historisch-materialisme, marxisme en vormen van atheïstisch socialisme werden door haar radicaal van de hand gewezen.

## Privé
Anke van der Vlies trouwde op 15 november 1917 met Christiaan Johannes Tjaden. Dit huwelijk bleef kinderloos.
Vanaf 1914 hield zij evangelisatiediensten in een kapel achter haar huis in Bergen.

## Verwijzingen
1. ↑  P. Meertens: In het Voetspoor van Henriëtte Roland Holst. Radicalen en Religieuze Socialisten in Nederland, A.W. Sijthoff/Alphen a/d Rijn 1982, p. 218
2. 1 2 3  Ibidem
3. ↑  Kan een rechtzinnig christen socialist zijn?. Gearchiveerd op 19 januari 2019.
4. ↑  P. Meertens: In het Voetspoor van Henriëtte Roland Holst. Radicalen en Religieuze Socialisten in Nederland, A.W. Sijthoff/Alphen a/d Rijn 1982, p. 221
5. ↑  Beginselverklaring
6. ↑  "Vlies, Anke van der (1873-1933)" in: Biografisch Woordenboek van Nederland, dl. 1 (1979). Artikel van R. Verwoerd. Gearchiveerd op 20 december 2019.
7. 1 2  P. Meertens: In het Voetspoor van Henriëtte Roland Holst. Radicalen en Religieuze Socialisten in Nederland, A.W. Sijthoff/Alphen a/d Rijn 1982, p. 225

- Biografisch Portaal: 20223792
- Digitale Bibliotheek voor de Nederlandse Letteren: enka001
- Nederlandse Thesaurus van Auteursnamen: 212420666
- Virtual International Authority File: 291587656
- WorldCat: E39PBJhhwd9R9kKCj4G4w6YwYP